# كاينين

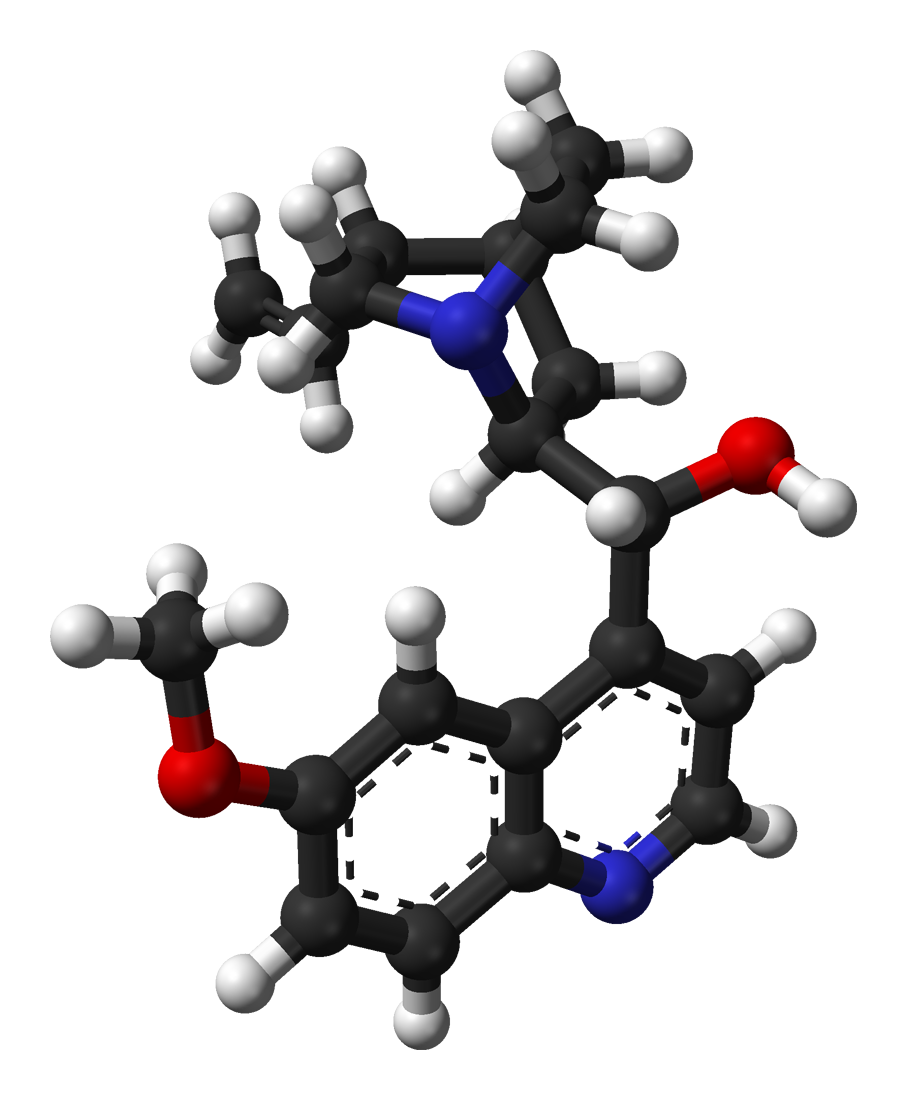

كاينين(بالإنجليزية: Kinin)‏ واحد من مجموعة عديدات الببتيد (Polypeptide) التي تتواجد في الجسم وتستعمل كموسعات قوية للاوعية الدموية؛ وهي تخفض ضغط الدم وتؤدي إلى تقلص العضلات الملساء. تنتج الكاينينات براديكينين (Bradykinin) وكاليدين (Kallidin) في الدم ]]. They are members of the autacoid family. من خلال عمل انزيمات خاصة (كاليكريين - Kallikrein) على غلوبولينات البلازما.
تنتج الكاينينات في الدم في ظروف خاصة، مثلا، عند حدوث تغييرات في الـ pH (تركيز ايونات الهيدروجين) أو في درجة حرارة الدم. يعتقد ان لها دورا في الاستجابة الالتهابية.